# مسؤولية الدولة
قوانين مسؤولية الدولة هي المبادئ التي تحكم متى وكيف تتحمل الدولة المسؤولية، عن خرق التزام دولي. تحدد قواعد مسؤولية الدولة عمومًا، متى انتُهك الالتزام والعواقب القانونية لذلك الانتهاك، بدلًا من أن تنص على أي التزامات معينة. تكون بهذه الطريقة، قواعد ثانوية تعالج القضايا الأساسية المتعلقة بالمسؤولية والتدابير التصحيحية المتاحة، لانتهاك القواعد الأساسية أو الموضوعية للقانون الدولي، كالتي تتعلق باستخدام القوة المسلحة. يمكن دراسة القواعد بشكل مستقل عن قواعد الالتزام الأساسية، بسبب هذه العمومية. يهيّئون (1) الظروف لتوصف الأعمال على أنها غير مشروعة دوليًا، (2) والظروف التي يجوز فيها إسناد إجراءات المسؤولين، والأفراد العاديين والكيانات الأخرى إلى الدولة، (3) وحالات الدفاع العامة المتعلقة بالمسؤولية (4) وعواقب المسؤولية.
لم تكن نظرية قانون مسؤولية الدولة مطوّرة جيدًا حتى وقت قريب. تغيّر الموقف الآن، مع اعتماد مشاريع المواد المتعلقة بمسؤولية الدول عن الأفعال غير المشروعة دوليًا «مشاريع المواد» من قبل لجنة القانون الدولي (آي إل سي) في أغسطس عام 2001. مشاريع المواد هي مزيج من تدوين القوانين والتطوير التدريجي. وسبق أن استشهدت بها محكمة العدل الدولية، وحظيت بترحيب عام.
لا تُطبّق المواد بالضرورة في جميع الحالات، على الرغم من أنها مُغطّاة عمومًا. وضعت أنظمة المعاهدات الخاصة، مثل الاتفاق العام بشأن التعريفات الجمركية والتجارة، والاتفاقية الأوروبية لحقوق الإنسان، قواعد المسؤولية الخاصة بها.

## لمحة تاريخية
يشير مصطلح «مسؤولية الدولة» تقليديَا إلى مسؤولية الدولة فقط عن الإصابات التي يتعرض لها الأجانب. ولم تشمل فقط القضايا الثانوية مثل الإسناد والتدابير التصحيحية، ولكن أيضًا الحقوق والواجبات الأساسية للدول، على سبيل المثال المعيار الدولي المؤكد للمعاملة، وحق الحماية الدبلوماسية. عكست الجهود المبكرة التي بذلتها عصبة الأمم والهيئات الخاصة لتدوين قواعد «مسؤولية الدولة» التركيز التقليدي على المسؤولية عن إصابات الأجانب. لم يتمكن مؤتمر التدوين الخاص بالعصبة لعام 1930 في لاهاي، من التوصل إلى اتفاق إلا بشأن القضايا الثانوية مثل الإسناد، وليس بشأن القواعد الموضوعية المتعلقة بمعاملة الأجانب وممتلكاتهم.
استمرت محاولات تدوين قواعد مسؤولية الدولة وتطويرها طوال حياة الأمم المتحدة. استغرق الأمر ما يقرب من 45 عامًا، وأكثر من ثلاثين تقريرًا، وعملًا مكثفًا من قبل خمسة مقرِّرين خاصيّن حتى تتوصل لجنة القانون الدولي إلى اتفاق بشأن النص النهائي لمشاريع المواد برمتها، مشفوعة بتعليقات. أصبح القانون الدولي العرفي لمسؤولية الدولة فيما يتعلق بمسائل مثل احتجاز الأجانب، وإساءة معاملتهم بدنيا، وحقهم في محاكمة عادلة، أقل أهمية من السابق، بتطوير القانون الدولي لحقوق الإنسان، والذي ينطبق على جميع الأفراد، سواء الأجانب أو المواطنين. إن مفهوم النظام العام للمسؤولية القانونية، الذي تبنته قواعد مسؤولية الدولة، هو استهلال لنظام القانون المدني، وهو غريب إلى حد كبير عن عرف القانون العام.

### التدوين
كان موضوع مسؤولية الدولة أحد المجالات الأربعة عشر الأولى التي اختيرت مبدئيا، لعناية لجنة القانون الدولي (آي إل سي) في عام 1949. عندما أدرجت لجنة القانون الدولي موضوع التدوين في عام 1953، مُيّزت «مسؤولية الدولة» بشكل منفصل عن موضوع «معاملة الأجانب»، ما يعكس الرأي المتزايد أن مسؤولية الدولة تشمل خرق أي التزام دولي.
أشار أول مُقرِّر خاص للجنة القانون الدولي بشأن مسؤولية الدولة إف. في. غارسيا أمادور من كوبا، الذي عُيّن في عام 1955، إنه «سيكون من الصعب العثور على موضوع يكتنفه لبس وشك أعظمَيين». حاول غارسيا أمادور العودة إلى التركيز التقليدي على المسؤولية عن إصابة الأجانب، ولكن تخلّت لجنة القانون الدولي أساسًا عن عمله، عندما انتهت عضويته في عام 1961. أعاد خليفته، روبرتو آغو من إيطاليا، صياغة مفاهيم عمل لجنة القانون الدولي، فيما يتعلق بالتمييز بين القواعد الأولية والثانوية، وأنشأ الهيكل التنظيمي الأساسي لما أصبح فيما بعد مشروع المواد.
خلق آغو مساحة آمنة سياسيًا يمكن للجنة القانون الدولي أن تعمل فيها، وتتجنب إلى حد كبير النقاشات المثيرة للجدل في هذا اليوم، من خلال التركيز على القواعد العامة، المذكورة بمستوى عالٍ من التجريد. أكمل آغو العمل في الجزء الأول من مشروع المواد، حيث عالج أصل مسؤولية الدولة، من عام 1969 وحتى انتخابه لمحكمة العدل الدولية في عام 1980. تتجلى معظم المواد الخمسة والثلاثين التي اعتُمدت خلال فترة ولايته في المسودة النهائية.
استمر العمل على بقية المواد ببطء خلال الثمانينات وأوائل التسعينيات. أكد فيليم ريبهاغن من هولندا، الذي شغل منصب المقرر الخاص حتى عام 1986، على أن هناك قواعد أولية معينة قد تحدد عواقب خرقها، وهي فكرة نقلتها المواد من خلال الاعتراف بقاعدة التخصيص. ساعد غايتانو أرانجيو رويز، المقرر الخاص لعام 1988، في توضيح عواقب خرق الالتزامات الدولية. أكملت لجنة القانون الدولي قراءتها الأولى للجزأين 2 و3 على مدار السنوات الثماني التالية.
اعتمدت الجمعية العامة للأمم المتحدة في عام 1995، قرارًا يحث اللجنة في الواقع على إحراز تقدم بشأن مواد مسؤولية الدولة، وغيرها من المشاريع المعلقة لفترة طويلة. تناول جيمس كراوفورد من أستراليا، الذي عُيّن كمقرر خاص في عام 1996، المهمة بواقعية. تقدمت لجنة القانون الدولي بسرعة من خلال قراءة ثانية لمشاريع المواد، واعتمدت ما يمكن أن تتفق عليه وأن تتخلص منه، وأبرزها المادة 19 المتعلقة بجرائم الدولة والقسم المتعلق بتسوية المنازعات.

## مشروع المواد
اعتُمد النص النهائي لمشاريع المواد من قبل لجنة القانون الدولي في أغسطس عام 2001، مستكملة بذلك واحدًا من أطول الدراسات التي أجرتها اللجنة وأكثرها إثارة للجدل. اعتمدت الجمعية العامة للأمم المتحدة القرار 56/83، في 12 ديسمبر عام 2001، والذي «أثنى على المواد لاهتمام الحكومات دون المساس بمسألة اعتمادها في المستقبل، أو غير ذلك من الإجراءات المناسبة».
يلاحظ كراوفورد أن القواعد «عامة في طبيعتها بشكل صارم»، وتشمل جميع أنواع الالتزامات الدولية.

### الأفعال غير المشروعة دوليًا
يجب على الفعل غير المشروع دوليًا، وفقا لمشاريع المواد:
- أن يُعزى إلى الدولة بموجب القانون الدولي.
- أن يشكل خرقا لالتزام دولي من الدولة.[11]

### الإسناد
من الضروري إثبات وجود صلة سببية بين الضرر وبين الفعل الرسمي أو الإغفال الذي يُنسب إلى الدولة التي يُزعم أنها تنتهك التزاماتها، قبل أن تتحمل الدولة المسؤولية عن أي عمل. أصبحت هذه قضية معاصرة متزايدة الأهمية، حيث تلعب الجهات الفاعلة من غير الدول مثل تنظيم القاعدة، والشركات متعددة الجنسيات، والمنظمات غير الحكومية أدوارًا دولية أكبر، وتقوم الحكومات بخصخصة بعض الوظائف التقليدية.
تعد الدولة مسؤولة عن جميع تصرفات مسؤوليها وأجهزتها، حتى لو كان الجهاز أو المسؤول مستقلًا رسميًا، وحتى إذا تجاوز الجهاز أو المسؤول حدود سلطاته. قد يمكن إسناد الأشخاص أو الكيانات غير المصنفة كأجهزة تابعة للدولة، عندما يُفوَّضون بممارسة مبادئ السلطة الحكومية، ويتصرفون بهذه القدرة في الحالة الخاصة. قد يُسند الأشخاص أو الكيانات الذين لا يؤدون وظائف عامة بتساو، إذا تصرفوا في الواقع تحت إشراف أو سيطرة الدولة.
عندما يكون هناك انهيار للسلطة والسيطرة الحكومية العادية، كما هو الحال فيما يُزعم أنها «دول منهارة»، ستكون تصرفات أولئك الذين يتصرفون باسم الحكومة من الناحية الفعلية أفعالًا للدولة. يمكن أن تُنسب أفعال «التمرد أو أي حركة أخرى تصبح الحكومة الجديدة لدولة قائمة أو تنجح في إنشاء دولة جديدة» أيضًا إلى الدولة. هذا هو الحال أيضًا عندما تعترف الدولة بسلوك الأفراد العاديين وتتبناه.
تنطوي المعايير المنصوص عليها في بعض القواعد على غموض كبير، على الرغم من ترابطها الواضح، وغالبًا ما يتطلب تطبيقها تقصي حقائق والقدرة على الحكم. تنشأ معظم قواعد مسؤولية الدولة التي تنطوي على أفعال خاصة، بموجب القواعد الأساسية. على سبيل المثال، تتطلب اتفاقيات البيئة وحقوق الإنسان من الدول منع الانتهاكات التي قد ترتكبها أطراف خاصة.